# Classe Scharnhorst (cruzadores)
A Classe Scharnhorst foi uma classe de cruzadores blindados operada pela Marinha Imperial Alemã, composta pelo SMS Scharnhorst e SMS Gneisenau. Suas construções começaram em 1904 e 1905 nos estaleiros da Blohm & Voss e AG Weser, foram lançados ao mar em 1906 e comissionados na frota alemã em 1907 e 1908. A classe fazia parte de um programa de expansão naval e foi projetada com o objetivo de poder combater como parte da linha de batalha, assim um grande aumento de deslocamento e poderio de fogo foi necessário. Consequentemente, os dois navios eram muito maiores, mais poderosos, mais bem protegidos e mais rápidos do que a predecessora Classe Roon.
Os cruzadores da Classe Scharnhorst eram armados com uma bateria principal composta por oito canhões de 210 milímetros montados em torres de artilharia duplas e casamatas. Tinham um comprimento de fora a fora de 144 metros, uma boca de 21 metros, um calado de oito metros e um deslocamento carregado de quase treze mil toneladas. Seus sistemas de propulsão eram compostos por dezoito caldeiras a carvão que alimentavam três motores de tripla-expansão, que por sua vez giravam três hélices até uma velocidade máxima de 22 nós (42 quilômetros por hora). Os navios também eram protegidos por um cinturão principal de blindagem com oitenta a 150 milímetros de espessura.
Os dois navios iniciaram suas carreiras em casa, mas foram transferidos para serviço estrangeiro na Esquadra da Ásia Oriental na China, o Scharnhorst em 1909 e o Gneisenau em 1910, com o primeiro servindo como a capitânia. A Primeira Guerra Mundial começou em agosto de 1914 e eles partiram em direção da América do Sul junto com os outros navios da esquadra. Eles encontraram e derrotaram uma força britânica em 1º de novembro na Batalha de Coronel, perto do litoral do Chile. As embarcações então foram para o Oceano Atlântico com o objetivo de atacar as Ilhas Malvinas, mas foram emboscados por uma força britânica em 8 de dezembro na Batalha das Malvinas e ambos afundados.

## Desenvolvimento
A Lei Naval de 1900 previa uma força de catorze cruzadores blindados para serviço estrangeiro nas colônias da Alemanha e também como batedores para a principal frota de batalha em águas territoriais. O programa de expansão naval foi direcionado principalmente contra a Marinha Real Britânica, na época a maior potência naval do mundo. A força de cruzadores blindados alemães seguiu uma série de desenvolvimentos iterativos baseados no projeto do SMS Prinz Heinrich, com a Classe Scharnhorst representando a culminação desse desenvolvimento evolucionário.
O Departamento Geral da Marinha Imperial Alemã emitiu um pedido durante o processo de projeto da classe para que os novos navios fossem capazes de lutar na linha de batalha caso os couraçados fossem danificados e incapacitados. Isto até então não tinha sido uma consideração no desenvolvimento dos cruzadores blindados alemães, assim um aumento significativo de poder de fogo e blindagem seria necessário. Isto por sua vez exigiu embarcações bem maiores, com a classe sendo aproximadamente duas mil toneladas maior do que a predecessora Classe Roon. O aumento de peso garantiu que a bateria principal fosse dobrada, que o cinturão de blindagem fosse cinquenta por cento mais espesso e que a velocidade máxima fosse aumentada em um nó. Esta última melhoria foi alcançada pela adição de mais duas caldeiras que proporcionavam 7,1 mil cavalos-vapor a mais de potência. A Classe Scharnhorst, em consequência destes melhoramentos, foi o primeiro projeto de cruzadores blindados alemães comparado favoravelmente a suas contrapartes estrangeiras.
Várias outras mudanças menores foram implementadas, incluindo fortalecimento da bateria terciária para o nível de couraçados pré-dreadnought contemporâneos, como a Classe Deutschland. A equipe de projeto considerou adicionar dois canhões de 88 milímetros no teto da torre de comando ao lado da ponte, mas experiência com este mesmo arranjo nos couraçados da Classe Braunschweig demonstrou que os efeitos de disparo interferiam com os controles do navio, assim isto foi abandonado na Classe Scharnhorst.

## Projeto

### Características

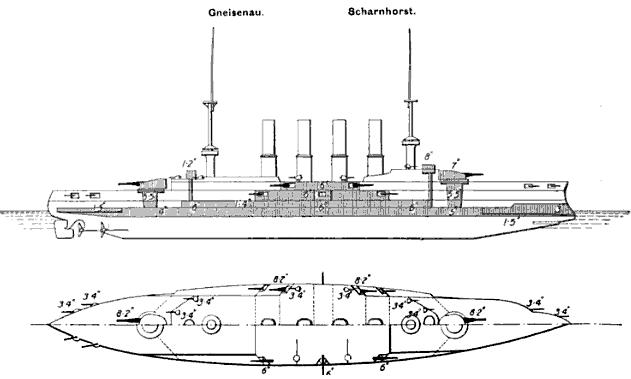
Desenho da Classe Scharnhorst

Os navios tinham 143,8 metros de comprimento da linha de flutuação e 144,6 metros de comprimento de fora a fora, boca de 21,6 metros e calado de 8,37 metros. O deslocamento normal era de 11 616 toneladas, enquanto o deslocamento carregado era de 12 985 toneladas. Os cascos foram construídos com armações de aço transversais e longitudinais, sobre as quais as placas externas do casco foram rebitadas. As embarcações tinham quinze compartimentos estanques e um fundo duplo que cobria cinquenta por cento do comprimento do casco. Os navios tinham uma tripulação padrão de 38 oficiais e 726 marinheiros, mas o Scharnhorst como capitânia tinha catorze oficiais e 62 tripulantes a mais, enquanto o Gneisenau na mesma função embarcava 3 oficiais e 25 oficiais adicionais. Eles carregavam vários barcos menores, incluindo dois barcos de piquete, duas lanchas, um escaler, dois cúteres, três yawls e um bote.
O sistema de propulsão era composto por três motores de tripla-expansão de três cilindros, o mesmo da Classe Roon. Cada motor girava uma hélice; a hélice central do Scharnhorst tinha 4,7 metros de diâmetro e as outras duas tinham um diâmetro de cinco metros, enquanto a central do Gneisenau tinha 4,6 metros e as laterais tinham 4,8 metros. Os motores eram alimentados pelo vapor gerado por dezoito caldeiras a carvão do tipo marine com 36 fogões. A potência indicada do tdo o sistema era de 26 mil cavalos-vapor (19,1 mil quilowatts), porém durante seus testes marítimos ambos excederam este valor: o Scharnhorst fez 28 782 cavalos-vapor e o Gneisenau fez 30 396 cavalos-vapor. Tinham uma velocidade indicada de 22,5 nós (41,7 quilômetros por hora), porém nos testes o Scharnhorst chegou a 23,5 nós (43,5 quilômetros por hora) e o Gneisenau a 23,6 nós (43,7 quilômetros por hora). Os navios podiam carregar normalmente oitocentas toneladas de carvão, porém o carregamendo podia chegar em até duas mil toneladas. Isto proporcionava uma autonomia de 4,8 mil milhas náuticas (8,9 mil quilômetros) a uma velocidade de catorze nós (26 quilômetros por hora). Tinham um único leme. A energia elétrica provinha de quatro turbogeradores que proporcionavam 260 quilowatts a 110 volts.

### Armamento

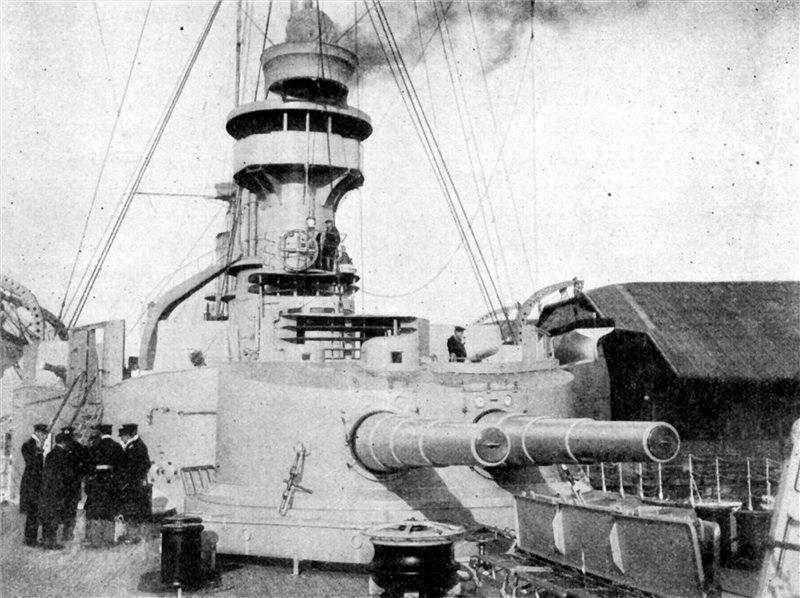
A torre de artilharia de ré do Scharnhorst

A bateria principal era composta por oito canhões calibre 40 de 210 milímetros, quatro montados em duas torres de artilharia duplas, uma à vante e outra à ré da superestrutura, e as quatro restantes em casamatas individuais à meia-nau. As torres eram do tipo DrL C/01 operadas hidraulicamente, com os canhões podendo abaixar até cinco graus negativos e elevar até trinta graus. As casamatas usavam motores elétricos para girar as armas, mas tinham que ser elevadas manualmente. Disparavam projéteis perfurantes de 108 quilogramas a uma velocidade de saída de 780 metros por segundo. O alcance máximo das armas das torres era de 16,2 quilômetros, enquanto aquelas das casamatas alcançavam 12,3 quilômetros. Cada canhão tinha um suprimento de setecentos projéteis.
O armamento secundário tinha seis canhões calibre 40 de 149 milímetros em casamatas individuais. Disparavam projéteis de quarenta quilogramas a uma velocidade de saída de oitocentos metros por segundo. Podiam elevar até trinta graus para um alcance máximo de 13,9 quilômetros. A bateria terciária para defesa contra barcos torpedeiros consistia em dezoito canhões calibre 35 de 88 milímetros montados em casamatas individuais e em montagens giratórias na superestrutura. Elas disparavam projéteis de sete quilogramas a uma velocidade de saída de 770 metros por segundo. Tinham uma elevação máxima de 25 graus para um alcance de 9,1 quilômetros.
Os dois cruzadores, como era costume para navios de guerra da época, também foram armados com quatro tubos de torpedo submersos de 450 milímetros. Um ficava montado na proa, um em cada lateral e o último na popa. Os navios tinham um carregamento de onze torpedos. Estes eram do tipo C/03 com uma ogiva de 147,5 quilogramas e tinham duas configurações de alcance e velocidade: 31 nós (57 quilômetros por hora) para 1,5 quilômetro e 26 nós (48 quilômetros por hora) para três quilômetros.

### Blindagem
A Classe Scharnhorst era protegida por blindagem Krupp. O cinturão principal tinha 150 milímetros à meia-nau, desde vante da torre de comando e até à ré da segunda torre de artilharia, onde as áreas do sistema de propulsão ficavam. Isto era um aumento significativo em relação aos cruzadores blindados alemães anteriores. Testes realizados pela Marinha Imperial revelaram que os cem milímetros usados nos projetos anteriores era muito fino para parar os projéteis de médio-calibre que os navios provavelmente enfrentariam em combate. A espessura do cinturão reduzia-se para oitenta milímetros nas extremidades da cidadela, seguindo até a proa e quase completamente até a popa, cujo ponto mais extremo não era blindado. Atrás do cinturão estava uma camada de teca. O convés blindado principal tinha sessenta milímetros de espessura sobre áreas vitais e 35 milímetros sobre outros locais. O convés inclinava-se para baixo a fim de se conectar com a extremidade inferior do cinturão; esta parte tinha entre quarenta e 55 milímetros.
A torre de comando de vante tinha laterais de duzentos milímetros de espessura e um teto de trinta milímetros. A torre de comando de ré era mais desprotegida, com laterais de apenas cinquenta milímetros e teto de apenas vinte milímetros. As torres de artilharia tinham laterais de 170 milímetros e tetos de trinta milímetros, enquanto os canhões principais montados em casamatas eram protegidos por escudos de 150 milímetros e tetos de quarenta milímetros. As barbetas abaixo das torres de comando tinham uma blindagem de 140 milímetros. A bateria secundária era protegida por uma camada de 130 milímetros, enquanto as armas em si tinham escudos de oitenta milímetros.

## Navios
| Navio       | Construtor   | Batimento              | Lançamento          | Comissionamento       | Destino                            |
| ----------- | ------------ | ---------------------- | ------------------- | --------------------- | ---------------------------------- |
| Scharnhorst | Blohm & Voss | 22 de março de 1905    | 23 de março de 1906 | 24 de outubro de 1907 | Afundados em 8 de dezembro de 1914 |
| Gneisenau   | AG Weser     | 28 de dezembro de 1904 | 14 de junho de 1906 | 6 de março de 1908    | Afundados em 8 de dezembro de 1914 |

## Carreiras

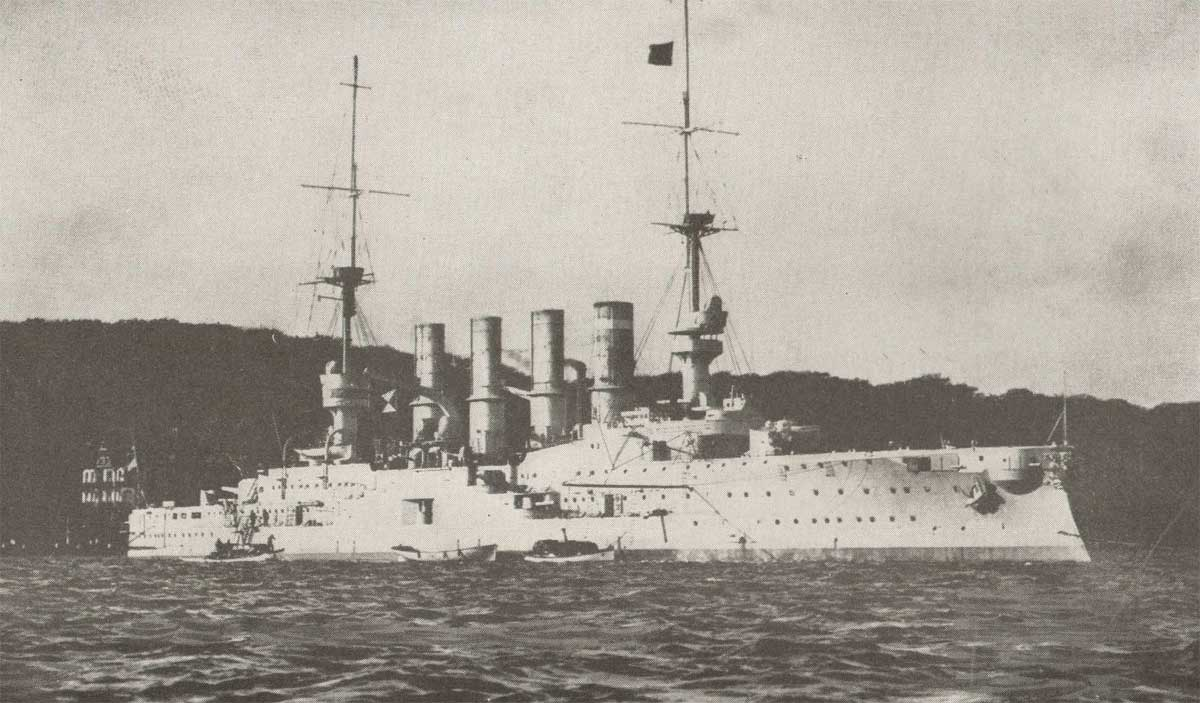
O Gneisenau em 1905

Os dois navios brevemente serviram em casa e então foram enviados para a Esquadra da Ásia Oriental na China, o Scharnhorst em 1909 e o Gneisenau em 1910, com o primeiro servindo de capitânia da esquadra. Ambos tiveram um serviço relativamente tranquilo em tempos de paz. A Primeira Guerra Mundial começou em agosto de 1914, quando os navios estavam nas Ilhas Carolinas em um cruzeiro de rotina e o resto da esquadra dispersada pelo Oceano Pacífico. O vice-almirante Maximilian von Spee, o comandante da formação, decidiu reunir todos os seus navios e seguir para o Chile com a intenção de retornar para a Alemanha pelo Oceano Atlântico. Ele também tinha a intenção de atacar quaisquer navios britânicos que encontrasse no caminho. O Scharnhorst e o Scharnhorst em 1909 e o Gneisenau aproximaram-se de Papeete na Polinésia Francesa em 22 de setembro com a intenção de tomarem os estoques de carvão no porto. Realizaram um bombardeio litorâneo que também afundou a canhoneira Zélée. Entretanto, Spee achou que havia minas no porto e assim evitou arriscar suas embarcações. Os franceses também tinham incendiado seu carvão para que não fosse tomado.
A Esquadra da Ásia Oriental encontrou uma força britânica próxima de Coronel no Chile às 17h00min de 1º de novembro. Os alemães tinham uma vantagem de velocidade e inicialmente mantiveram a distância em dezoito quilômetros, reduzindo-a para doze quilômetros a fim de iniciar o confronto às 19h00min. O Scharnhorst acertou o cruzador blindado HMS Good Hope aproximadamente 34 vezes, com pelo menos um projétil penetrando um depósito de munição, resultando em uma grande explosão que destruiu a embarcação. Enquanto isso, o Gneisenau atacou o cruzador blindado HMS Monmouth e o danificou seriamente com vários acertos, com este também afundando algum tempo depois. Os alemães foram para Valparaíso para reabastecer e em seguida navegaram para as Ilhas Malvinas com o objetivo de destruir uma estação de transmissão no local.
Os cruzadores blindados britânicos HMS Invincible e HMS Inflexible foram destacados da Grande Frota para caçar a Esquadra da Ásia Oriental. Essa força também incluía quatro cruzadores blindados e dois cruzadores rápidos. Chegaram nas Malvinas na manhã de 8 dezembro, pouco antes da chegada dos alemães. Estes foram avistados às 9h40min. Os alemães não sabiam que cruzadores de batalha tinham sido enviados e, ao observá-los, abortaram o ataque. Os britânicos rapidamente alcançaram a Esquadra da Ásia Oriental, abrindo fogo às 13h20min a uma distância de catorze quilômetros. Seguiu-se uma batalha de duas horas em que tanto o Scharnhorst quanto o Gneisenau foram afundados depois de serem alvejados várias vezes. Dois dos três cruzadores rápidos também foram afundados. Aproximadamente 2,2 marinheiros foram mortos, incluindo Spee.

### Citações
1. ↑  Dodson 2016, pp. 58–59, 67.
2. ↑  Dodson 2016, pp. 67–68.
3. ↑  Dodson 2016, pp. 65, 68.
4. 1 2 3 4 5 6 7 8  Gröner 1990, p. 52.
5. ↑  Gröner 1990, p. 50.
6. ↑  Herwig 1998, p. 268.
7. 1 2 3 4 5 6 7  Campbell & Sieche 1986, p. 140.
8. ↑  Friedman 2011, pp. 141–142.
9. ↑  Friedman 2011, p. 336.
10. ↑  Dodson 2016, pp. 68, 206.
11. 1 2  Dodson 2016, p. 206.
12. ↑  Halpern 1995, p. 66.
13. ↑  Herwig 1998, pp. 155–156.
14. ↑  Halpern 1995, p. 89.
15. 1 2  Herwig 1998, p. 157.
16. ↑  Herwig 1998, pp. 157–158.
17. ↑  Herwig 1998, p. 158.